# 第50回NHK紅白歌合戦
『第50回NHK紅白歌合戦』（だいごじっかいエヌエイチケイこうはくうたがっせん）は、1999年（平成11年）12月31日にNHKホールで行われた、通算50回目の『NHK紅白歌合戦』。
19時30分 - 21時20分および21時30分 - 23時45分にNHKで生放送された。

## 概要
- 第44回（1993年）以来6年ぶりに放送開始時間が19:30（JST）に繰り上がった。
- 当時の史上最多の観覧応募総数598,753通（約208倍）の中から約3,000人がホールで観覧した。
- 今回のテーマは「未来へ〜時代と世代を超えて〜」[1]
- 両組司会については、紅組司会には2年連続での登板となる久保純子（NHKの女性アナウンサーが複数回紅組司会を担当するケースは初めて）、白組司会にはこの年の大河ドラマ『元禄繚乱』の主役・中村勘九郎（後の十八代目・中村勘三郎）がそれぞれ起用された。前者は「NHK内の紅白司会者の希望アンケートで驚く程上位だったこと」、後者は「1900年代・1000年代を振り返るには赤穂浪士と歌舞伎が欠かせない」ということが選出理由とされた。歌舞伎役者からの司会起用はこれが初[2]。勘九郎はかつて、大竹しのぶとのデュエットシングル「愛の朝」を発売したことがある程度で、音楽への関わりはほとんどなかった[2]。勘九郎は司会発表会見で「（白組司会決定の際）重大な話があると聞かされ、（『元禄繚乱』内での）討ち入りのシーンの撮り直しかと思った」と述べ会場の笑いを誘った。
- 司会人選に関する報道は以下の通り。
  - 『スポーツ報知』（10月時点） - 「紅組司会は藤原紀香（前回の審査員）か松嶋菜々子が有力」
  - 『日刊スポーツ』（10月時点） - 「宇多田ヒカルの紅組司会が有力」
  - 『スポーツニッポン』（10月時点） - 「紅組司会は黒木瞳（この年の『思い出のメロディー』司会）が有力」
  - 『サンケイスポーツ』（10月時点・10月21日付） - 「紅組司会は久保の続投が大本命、小泉今日子と紀香が対抗に挙がる。白組司会は中居正広（SMAP）の続投が有力、爆笑問題（この年の『ポップジャム』の司会）の名前も挙がる」「爆笑問題が司会候補に挙がっている」[3]
  - 同時期テレビ朝日系列『ニュースステーション』のメインキャスターを一時降板していた久米宏の白組司会起用説もあった。
  - 合田道人『紅白歌合戦の真実』 - 「当初、宇多田の紅組歌手兼司会案もあった。宇多田が出場を辞退した（後述）ことに合わせ、このプランは立ち消えとなり、紅組司会の有力候補に上がったのは紀香、松嶋、黒木らである。この年の『思い出のメロディー』の司会が好評だった黒木は関係者から「『思メロ』の司会は紅白のテスト」という声がまことしやかに広がり、一時は本命と目された。一方、前回の高視聴率獲得から久保・中居の両組司会続投を推す声も多く上がった。最終的に紅組司会は久保が続投し、白組司会は勘九郎が選出された」
- なお、翌年の『大河ドラマ』の主演者が審査員に起用されることが慣例的な中、前回勘九郎の審査員起用はなかった（応援ゲストでの出演もなし。なお、同作出演者の松平健が審査員を担当）。
- 勘九郎は「（紅白の司会は）最初で最後」と発言しており[4]し、翌年の第51回以後は応援ゲスト・ゲスト審査員としての出演のみとなった。
- この年の3月春改編期をもって同局『おかあさんといっしょ』のうたのおにいさん・うたのおねえさんを卒業した速水けんたろうと茂森あゆみが、番組発のヒット曲となった『だんご3兄弟』のオリジナルシンガーとして出場したが、うたのおにいさん・うたのおねえさんとして再びNHKの番組に（時間と番組が違うとはいえ）出演するのは現行の出演者のイメージを重視するNHKとしては異例のことであり、非常に貴重な映像となっている。この2人の出演部分当紅白の映像は『NHKアーカイブス』で度々再放送されている。また、楽曲自体が2人の番組卒業間近の時期に発表･ヒットした関係で、速水･茂森が揃った形での『だんご3兄弟』の生歌唱自体が『おかあさんといっしょ』現役当時および卒業後を含めて限定的な物となっており、速水･茂森による『だんご3兄弟』の披露は本紅白以降、2019年11月に開催された『おかあさんといっしょ』60周年記念のファミリーコンサートにゲスト出演した際に一部短縮したバージョンで披露されるまで20年に亘って途絶える事となった。
- 審査員の候補に上原浩治、松坂大輔、福留孝介も挙がっていたという[5]。

## 当日のステージ
- オープニングは、東京上空からNHKホールに向かって飛んでいった不死鳥が、ホール内に入ってくるとステージに向かって飛んでいき、そのまま舞台上で消えて、花火が爆発する演出から始まった。
- 白組トップバッターのDA PUMPの歌唱前にここ2年間の白組司会であった中居正広が勘九郎を応援する場面があった。
- GLAYの曲紹介においては、白組司会である勘九郎と白組出場者（北島三郎・五木ひろし・中居正広・とんねるず・美川憲一）が裃姿になり、「白組贔屓」を願う歌舞伎の様式での口上を行った。
- 松たか子の曲紹介は勘九郎が行った。これは松と勘九郎が親戚、さらに松の初舞台の父親役が勘九郎だったことによるもの。その際、前回久保が自身が大ファンという理由で郷ひろみの曲紹介をしたことを挙げ、勘九郎が「去年の郷さんじゃないけど、この方だけ私に紹介させてほしいんです」と久保に対し述べた。
- 紅白に正規の出場歌手には選出歴のなかったV6[注釈 1]が第2部に、KinKi Kids[注釈 2]が第1部に、コーナーのプレゼンターとして登場[6]。V6が「Believe Your Smile」、KinKi Kidsが「フラワー」と互いに持ち歌のサビを歌唱した。KinKi Kidsはカウントダウンライブの出番終了からフジテレビ系列『LOVE LOVE2000』出演の合間を縫っての紅白出演となった[7]。
- 立川談志は勘九郎と友人関係であるが、勘九郎には内緒で鳥羽一郎の曲紹介前にステージに突然登場し、勘九郎を驚かせた。鳥羽一郎の曲紹介とは何ら関連はない。
- 当時プロ野球・東京読売巨人軍監督で勘九郎と親交がある長嶋茂雄から勘九郎と白組への応援の電報が届けられ、勘九郎によって読み上げられた。
- 勘九郎は本番前、西城秀樹の「Bailamos 〜Tonight we dance〜（バイラモス）」のことを「“バイアグラ”って言ったらどうしよう」と不安がり、総合司会の宮本隆治が「『バイ』と『ラモス』で区切って、間で確認をされては」とアドバイスした。本番では無事曲紹介を成功させ、その後、舞台袖で2人で抱き合って喜んだという[8]。
- 山川豊は2年越しの大ヒットとなった「アメリカ橋」を同作曲者・平尾昌晃と共同で2年連続で熱唱。前回は持ち時間上割愛された2番目の一部も今回はリピート部分を除いてフルコーラスで歌われた。
- 翌年の3月での解散を発表していたSPEEDがメドレーや別れを告げる鐘の音を入れた「my graduation」の特別アレンジ版「my graduation '99」を熱唱。終了後は紅組出場歌手や事務所の後輩である白組のDA PUMPらに讃えられた。
- 勘九郎が本番中に自身の携帯電話で『元禄繚乱』の共演者である渡辺えり子（現：渡辺えり）、大竹しのぶ、六平直政に連絡・生出演を打診し、3人は第1部の白組トリおよび大トリである前川清の歌唱前に登場。
- 「第50回」を記念し、今回の出場歌手の中で組司会経験もある和田アキ子、松たか子、加山雄三、堺正章、中居正広が久保・勘九郎とトークをするコーナーが設けられた。
- 応援合戦のゲストとして、85周年を迎えた宝塚歌劇団月組と勘九郎との縁で歌舞伎が登場した。宝塚と歌舞伎の共演は初めてである。
- かつて交際していた松田聖子と郷ひろみが第35回（1984年）以来15年ぶりに直接対決した[6]ことで話題になった。曲紹介時はそのことについては一切触れられなかったが、審査員の津川雅彦が聖子・郷に触れ「NHKもやるな」とコメントして、会場の笑いを誘った。
- 審査員の乙武洋匡が感想を述べる際では、宮本が乙武にマイクを向けるという形で行われた。
- NHKが実施した「21世紀に伝えたい歌」というアンケートの1位が美空ひばりの「川の流れのように」であったため、ひばりを慕っていた天童よしみが当曲を歌唱した。
- 五木ひろしは、『第15回日本レコード大賞』受賞曲であるにもかかわらずそれまで紅白で歌っていなかった「夜空」を歌った（アレンジが施されたものである）。
- 紅組トリは和田アキ子の「あの鐘を鳴らすのはあなた」で、2年連続の紅組トリ担当となった。審査員であった同曲の作詞者・阿久悠の目の前での歌唱であった。
- 白組トリおよび大トリは北島三郎の「まつり」。佐賀県唐津市の祭り「唐津くんち」から七番曳山の新町、「飛龍」とともに熱唱。
- 50回記念回だったため、トリはそれぞれ両軍の最多出場歌手から選出された[6]。
- 特別審査員審査では6-5で紅組がリードしたが、客席審査では1479-1217と白組が逆転し、6-7で白組の優勝。
- 優勝決定後、勘九郎は優勝旗授与のことを忘れ、出場歌手側に行こうとしたが、久保、宮本、和田に呼び止められ、優勝旗を受け取った。優勝旗を貰った勘九郎は羽織を裏返して裏地に描いた「白組優勝」の旗を翻す鳥獣戯画の模様を見せて羽織り、自身が演じた『元禄繚乱』における大石内蔵助役の演技そのままに白組歌手と勝どきを上げた。そして、エンディングでの「蛍の光」大合唱中に『元禄繚乱』にちなんで赤穂浪士の格好をした野猿他白組歌手が勘九郎を胴上げした。また、「蛍の光」終了後に和田が久保の頭を撫でる一幕があった。
- 番組終了後、BS2で『カウントダウンスペシャル』が引き続き放送され、総合テレビでも後座番組『ゆく年くる年』放送中の23:58（30秒）頃より画面が紅白終了直後のホール内の映像に切り替わり、紅白出演者および観客による2000年に向けてのミレニアムカウントダウンの模様が放送された。そのため、この年は「蛍の光」終了後にキャノン砲からテープを発射する演出は行っていない。『カウントダウンスペシャル』は同日の17:50 - 18:50の枠から翌1月1日の18:00 - 18:50まで総合テレビ・教育テレビ・衛星第1テレビ・衛星第2テレビ・ハイビジョン実用化試験放送でほぼ同時に断続的に放送（ただし、紅白終了後の深夜から朝は時差編成や教育テレビのみで編成）された世界各国の2000年への年越しの模様を放送する特別番組で、23:45からの枠もその一部である。この枠内ではエンディングを一度締めた後にアップテンポのアレンジが加えられた「蛍の光」の演奏が行われ、その後審査員に1人ずつ感想や統括のコメントをインタビューしたり司会陣によるフリートークで繋いだ後、上述のカウントダウンを1分前からホール全体で行った。年明け後は両軍の出場歌手から数組が年始の挨拶と2000年を迎えるにあたっての抱負などを述べた。締めくくりは同回のオリジナルソングとして制作された「21世紀の君たちへ〜A song for children〜」が出場歌手・審査員ら出演者により合唱された。通常、総合テレビの年越しの瞬間『ゆく年くる年』内でシンプルに進行しており、様々な形式（大勢が賑やかに迎えることが通例）で新年のカウントダウンが行われる民放テレビ各局の年越し番組とは確実な差異があるが、この際のみ例外であった。
- 「21世紀の君たちへ〜A song for children〜」の合唱は第1部ラストでも行われた。同曲は番組側が、「紅白50回」と「未来へのメッセージソング」と言うテーマでスティービー・ワンダーにオリジナルソングの制作を依頼し、さだまさしが日本語歌詞に翻訳したものである。
- 関東地区における視聴率[9]は、第1部の平均が45.8%と2部制になってから最高を記録した一方で、第2部の平均は50.8%と前回より約6ポイント低下。瞬間最高視聴率は郷ひろみが「GOLDFINGER '99」を歌い終えた頃の22:47で、56.6%である[10]。また、今回を最後に関東地区での平均視聴率50%台超は達成されていない。

## 司会者
- 紅組司会：久保純子（東京アナウンス室）
- 白組司会：中村勘九郎（この年の大河ドラマ『元禄繚乱』の主人公・大石内蔵助役）
- 総合司会：宮本隆治（東京アナウンス室）
- ラジオ中継：水谷彰宏 (東京アナウンス室）[11]

## 演奏
- 三原綱木とザ・ニューブリード・東京放送管弦楽団（指揮 三原綱木）

## 審査員
- 出島武春（大相撲・大関）：この年の大相撲名古屋場所で優勝し大関に昇進。
- 松嶋菜々子（女優）：主人公を演じたTBSドラマ『魔女の条件』が話題に。
- 内館牧子（脚本家）：翌年上期の連続テレビ小説『私の青空』作者。
- 野村萬斎（狂言師）：この年『課外授業 ようこそ先輩』に出演し母校で狂言を指導。
- 田村亮子（柔道選手）：翌年のシドニーオリンピック女子48kg以下級出場が内定。
- 津川雅彦（俳優）：翌年の大河ドラマ『葵 徳川三代』の主人公・徳川家康役。
- 草笛光子（女優）：『葵 徳川三代』の北政所役。この年紫綬褒章を受章。
- 阿久悠（作詞家・作家）：この年紫綬褒章を受章。
- 福嶋晃子（プロゴルファー）：この年LPGAの女子ツアーで2勝を挙げる。
- 乙武洋匡（早稲田大学政治経済学部4年生）：著書『五体不満足』が550万部のベストセラー。
- 伊東律子・NHK番組制作局長
- 客席審査員（NHKホールの客全員）

## 大会委員長
- 松尾武・NHK放送総局長

## 出場歌手
紅組、      白組、      企画、      初出場、      返り咲き。
| 曲順 | 組   | 歌手名                     | 回 | 曲目                                    |
| ---- | ---- | -------------------------- | -- | --------------------------------------- |
| 1    | 紅   | モーニング娘。             | 2  | LOVEマシーン                            |
| 2    | 白   | DA PUMP                    | 2  | We can't stop the music                 |
| 3    | 紅   | Hysteric Blue              | 初 | 春〜spring〜                            |
| 4    | 白   | Something ELse             | 初 | ラストチャンス                          |
| 5    | 紅   | 茂森あゆみ・速水けんたろう | 初 | だんご3兄弟                             |
| 6    | 白   | 鳥羽一郎                   | 12 | 足摺岬                                  |
| 7    | 紅   | MAX                        | 3  | 一緒に・・・                            |
| 8    | 白   | GLAY                       | 3  | サバイバル                              |
| 企画 | 企画 |                            |    | 伝説のスーパーヒーローショー            |
| 9    | 紅   | 原田悠里                   | 初 | 津軽の花                                |
| 10   | 白   | 吉幾三                     | 14 | 冬の酒                                  |
| 11   | 紅   | 松たか子                   | 2  | 夢のしずく                              |
| 12   | 白   | 19                         | 初 | あの紙ヒコーキ くもり空わって           |
| 13   | 白   | 山川豊                     | 7  | アメリカ橋                              |
| 14   | 紅   | 香西かおり                 | 8  | 望郷十年                                |
| 15   | 白   | 西城秀樹                   | 16 | Bailamos 〜Tonight we dance〜           |
| 16   | 紅   | 中村美律子                 | 7  | 河内酒                                  |
| 17   | 紅   | Kiroro                     | 2  | 長い間                                  |
| 18   | 白   | 堀内孝雄                   | 12 | 続・竹とんぼ 〜青春（ゆめ）のしっぽ〜   |
| 19   | 紅   | 伍代夏子                   | 10 | 風待ち湊                                |
| 20   | 白   | TOKIO                      | 6  | 愛の嵐                                  |
| 21   | 紅   | SPEED                      | 3  | my graduation'99                        |
| 22   | 白   | ゴダイゴ                   | 3  | ビューティフル・ネーム                  |
| 23   | 紅   | Every Little Thing         | 3  | Over and Over                           |
| 24   | 白   | 加山雄三                   | 14 | 君といつまでも                          |
| 25   | 紅   | 藤あや子                   | 8  | 女のまごころ                            |
| 26   | 白   | 前川清                     | 9  | 東京砂漠                                |
| 企画 | 企画 |                            |    | 21世紀の君たちへ〜A song for children〜 |

| 曲順 | 組   | 歌手名               | 回 | 曲目                                   |
| ---- | ---- | -------------------- | -- | -------------------------------------- |
| 27   | 白   | 野猿                 | 初 | Be cool!                               |
| 28   | 紅   | 浜崎あゆみ           | 初 | Boys & Girls                           |
| 29   | 白   | L'Arc〜en〜Ciel      | 2  | HEAVEN'S DRIVE                         |
| 30   | 紅   | 鈴木あみ             | 初 | BE TOGETHER                            |
| 31   | 白   | SMAP                 | 9  | Fly                                    |
| 32   | 紅   | 安室奈美恵           | 5  | RESPECT the POWER OF LOVE              |
| 33   | 白   | Sans Filtre          | 初 | Yei Yei                                |
| 34   | 紅   | globe                | 3  | YOU ARE THE ONE                        |
| 企画 | 企画 |                      |    | 紅白50回ザッツ!エンターテインメント    |
| 35   | 紅   | 八代亜紀             | 21 | 舟唄                                   |
| 36   | 白   | かぐや姫             | 初 | 神田川                                 |
| 37   | 紅   | 長山洋子             | 6  | さだめ雪                               |
| 38   | 白   | 細川たかし           | 25 | 櫻の花の散るごとく                     |
| 企画 | 企画 |                      |    | ショーコーナー・スポーツヒーローショー |
| 39   | 紅   | 川中美幸             | 12 | 君影草〜すずらん〜                     |
| 40   | 白   | 美川憲一             | 16 | 永遠にバラの時を                       |
| 41   | 紅   | 松田聖子             | 13 | SWEET MEMORIES                         |
| 42   | 白   | 郷ひろみ             | 20 | GOLDFINGER '99                         |
| 43   | 紅   | 坂本冬美             | 12 | 風に立つ                               |
| 44   | 白   | 三波春夫             | 31 | 元禄名槍譜 俵星玄蕃                    |
| 45   | 紅   | 小林幸子             | 21 | やんちゃ酒                             |
| 46   | 白   | さだまさし           | 11 | 奇跡〜大きな愛のように〜               |
| 47   | 紅   | 由紀さおり・安田祥子 | 8  | 故郷                                   |
| 48   | 白   | 森進一               | 32 | おふくろさん                           |
| 49   | 紅   | 石川さゆり           | 22 | 天城越え                               |
| 50   | 白   | 谷村新司             | 13 | 昴 ‐すばる‐                            |
| 51   | 紅   | 天童よしみ           | 4  | 川の流れのように                       |
| 52   | 白   | 五木ひろし           | 29 | 夜空                                   |
| 53   | 紅   | 和田アキ子           | 23 | あの鐘を鳴らすのはあなた               |
| 54   | 白   | 北島三郎             | 36 | まつり                                 |

「伝説のスーパーヒーローショー」の曲目・歌手
- 「フラワー」：KinKi Kids

「紅白50回ザッツ!エンターテイメント」の曲目・歌手
- 「ショウほど素敵な商売はない」：宝塚歌劇団月組

「スポーツヒーローショー」の曲目・歌手
- 「Believe Your Smile」：V6

### 選考を巡って
- 出場歌手が決定する以前、マライア・キャリー、ローリング・ストーンズといった海外の大物アーティストが出場するのではないかと一部スポーツ新聞・民放各局のワイドショー等で報道されたが、実際には出場しなかった。
- SPEEDは解散前、最後の出場となる。SPEEDはその9年後（2008年）に再結成し、同年の第59回に再出場を決めた。
- 石川さゆりはこの年、個人事務所が立ち上げた事業に関する不正融資疑惑が報じられたが、最終的に問題なしと判断され出場を決めた[12][13]。
- 3か月の期間限定でオリジナルメンバーにより再結成したゴダイゴが第31回（1980年）以来19年ぶり3回目の出場[14]。
- 三波春夫が第40回（1989年）以来10年ぶり31回目の出場[14]。紅白プロデューサー・磯野克巳によると、磯野の担当番組『ふたりのビッグショー』に三波が出演した際「もう一度、紅白へ出たい」と打ち明けられたことが再出場のきっかけになったという。この時点で三波は前立腺癌で体調低下が顕著となっており、自身の出番以外はほとんど楽屋で横になっていたことが磯野によって明かされている。また後に2005年12月29日放送の『あなたが選ぶ思い出の紅白・感動の紅白』内で北島三郎が「この時、（前立腺癌の影響で）体調悪かったんですよ」と本紅白での三波について語った。翌年は落選、2001年4月に永眠。三波の生涯最後の紅白出場となった。
- 八代亜紀が第44回以来6年ぶり21回目の出場[14]。
- 原田悠里がデビュー18年目で初出場。演歌歌手からは唯一の初出場となった[14]。
- かぐや姫が初出場。この年8月、福岡で開催された「南こうせつ サマーピクニック ドリーム」にかぐや姫の3人が集結し「再結成」したが、紅白のスタッフが偶然にもその会場に足を運んでいたことから実現したものである[15]。当初は紅白の1日限定での再結成の予定であった。しかしファンからの反響は大きく、メンバーが手紙やインターネットで署名を募集したところ、コンサートを要望する声が多く寄せられた。その結果、翌2000年にはかぐや姫としての全国ツアーが開催された[15]。
- 野猿が初出場。これにより、木梨憲武は3回目の初出場に（第42回〈1991年〉ではとんねるず、第47回〈1996年〉では憲三郎&ジョージ山本として）[16]。メンバーにはフジテレビの裏方スタッフが含まれていることから、民放テレビ局の社員として初となる、紅白への歌手としての出場となった[16]。メンバーはとんねるず初出場の時と同様、アフロヘアーのかつらをかぶり、紅白に全身を塗った格好で登場。メンバーが並ぶと、刈り込んだ頭（とんねるずらボーカルチームは坊主の被り物に手を加えたもので、ダンスチームは本当に髪を刈り込んだ。なお、放送終了後に半田一道以外のダンスチームは全員字の部分も刈って丸坊主にしている。半田だけ残したのは次回出場への願掛けとして刈り込んだ髪の毛を1年間伸ばすため） に「アリガトウ 紅白 1999」と読めるメッセージが書かれていたほか、「辰年」を表現した組文字を披露した[17]。この初出場の舞台裏の映像はフジテレビ系列『とんねるずのみなさんのおかげでした』内で後日に放送した。「瞬間視聴率70.1%、歌手別最高視聴率を狙う」と意欲を見せていたが、結果はビデオリサーチ・関東地区調べで瞬間視聴率52.8%だった[10]。
- この年の初出場は野猿の他にも、Something ELse、19、鈴木あみ、Hysteric Blueと、民放番組からブレイクした歌手が目立った[14]。
- 元ザ・スパイダースの堺正章、ムッシュかまやつ、井上堯之からなる3人組・Sans Filtreが初出場。堺は白組司会として出演した第44回以来、出場歌手としては第27回（1976年）以来の紅白出演[14]。堺は裏番組『第41回日本レコード大賞』（TBS系列）の司会を掛け持ちしながらの出場となった[14]。
- 宇多田ヒカルは6月の段階でNHKが出演交渉を開始していた[18]が、10月5日に「学業優先のため、冬休みはレコーディングに専念したい」ことを理由としてNHKに出場辞退を申し出、それを受ける形で14日、NHKが出演交渉を断念した[18][19]。なお、宇多田の母親・藤圭子にも出演交渉がされていたという[20]。
- 前回出場したLUNA SEAはこの年新曲を出していないことと新年1月1日午前0時からライブを行うことを理由に辞退[14]。同じく前回出場したJUDY AND MARYは活動休止中のため出場せず[14]、ゆずは｢まだ出れる器ではない｣として、出場辞退している。工藤静香、華原朋美、橋幸夫、山本譲二、TUBE、T.M.Revolutionらは落選した[14]。
- その他、NHKが出演交渉を行った松任谷由実、井上陽水、矢沢永吉、サザンオールスターズ、坂本龍一らの出場も実現しなかった[14]。松任谷に関しては、事前報道で「出場に前向き。大晦日にカウントダウンコンサートを行う東京国際フォーラムからの中継で出演する演出も検討されている」などとも報道されていた[21]。サザンオールスターズについても、復帰出場が濃厚と報じられた[22]がこれも実現せず。

### その他
- 今回までそれぞれ初出場以来13年連続出場をした谷村新司、12年連続出場をした堀内孝雄は翌年の第51回はアリスとして初出場を果たした関係上、今回で連続出場がストップした（2人はその次年の第52回で揃ってソロで再出場を果たす）。
- 初出場以来3年連続出場のGLAYは今回で連続出場が途切れる。翌年以降、出場を辞退し続けている。しかし、約25年ぶりに第75回NHK紅白歌合戦に出場することが決定した。
- 共に2年連続出場のglobe（通算3回）とKiroro（初出場以来）は翌年落選し、今回で連続出場が途切れた。globeは今回が最後の出場となっている（ただし第51回と第73回で同メンバーの小室哲哉がゲスト出演している）が、Kiroroは第52回で1回限り復帰した。
- 返り咲き出場をしたゴダイゴ、初出場した茂森あゆみ・速水けんたろう、かぐや姫、ゴダイゴ、Something ELse（2006年解散）、Sans Filtre（ムッシュかまやつと井上堯之が他界したため、2023年現在は堺正章のみ存命）らは今回以降出場がない。松たか子は第68回（2017年）で復帰を果たしている。

## ゲスト出演者
50回という節目の回らしく大物・人気のタレントが大量に番組の随所に登場し、番組を賑やかに盛り上げた。
- スヌーピー、チャーリー・ブラウン、ルーシー（『ピーナッツ』のキャラクター）：Hystelic Blueの曲紹介。
- スプー（『おかあさんといっしょ』の「スプーとガタラット」（後の『ぐ〜チョコランタン』）のキャラクター）：茂森あゆみ・速水けんたろうの曲中。
- みど・わおん、ふぁど・わおん、れおなるど・とびっしー、青井空男（同じく『ドレミファ・どーなっつ!』のキャラクター）：同上。
- 袋小路じゃじゃまる、ふぉるてしも・ぴっころ、ぽろり・カジリアッチIII世（同じく『にこにこぷん』のキャラクター）：同上。
- 立川談志：鳥羽一郎の曲紹介前に勘九郎には抜き打ちで出演。
- 竹内結子（この年下期の連続テレビ小説『あすか』のヒロイン・宮田（速田）あすか役）：MAXの曲紹介。
- 佐藤仁美（同じく『あすか』の綾瀬（藤吉）舞役）：同上。
- 梅沢富美男（同じく『あすか』の藤吉玉治郎役）：同上および坂本冬美の曲中。
- KinKi Kids：「伝説のスーパーヒーローショー」。
- 九重貢（大相撲・九重部屋親方）：同上。
- 山下泰裕（全日本柔道連盟強化ヘッドコーチ）：同上。
- 王貞治（福岡ダイエーホークス監督）：同上。
- 鈴木その子（料理研究家・トキノ会長）：吉幾三の曲紹介。
- ピカチュウ、ヒトカゲ、エレキッド（『ポケットモンスター』のキャラクター）：西城秀樹の曲紹介。
- いっこく堂：Kiroroの曲紹介。
- どーもくん、うさじい：NHK-BSマスコットキャラクター。堀内孝雄の曲紹介。
- プッチモニ：伍代夏子の曲紹介。
- 桜金造、えなりかずき、重田千穂子、魁三太郎（『コメディーお江戸でござる』出演者）：伍代夏子とTOKIOの曲間。
- 山田花子、藤井隆、石田靖：Every Little Thingの曲紹介。
- 渡辺えり子[注釈 6]（『元禄繚乱』の阿久利役）：前川清の曲紹介。
- 大竹しのぶ（同じく『元禄繚乱』の主人公の妻・りく役）：同上。
- 六平直政（同じく『元禄繚乱』の奥田孫太夫役）：同上。
- 松坂大輔（西武ライオンズ投手）：第二部開始宣言者、野猿の曲紹介および「スポーツヒーローショー」。
- 萩本欽一：SMAPと安室奈美恵の曲間。
- 爆笑問題（この年の『ポップジャム』司会者）：globeの曲紹介。
- 優香：同上
- 真琴つばさ（宝塚歌劇団月組男役）：「紅白50回ザッツエンターテインメント」。
- 紫吹淳（同組男役）：同上。
- 檀れい（同組娘役）：同上。
- 中村蝶十郎、坂東彌十郎、中村獅童：同上。
- 森繁久彌：同上。
- 飯島直子：同上。
- 山田五十鈴：八代亜紀の曲紹介。
- 舞の海秀平（大相撲・元小結）：長山洋子の曲紹介。
- V6：「スポーツヒーローショー」。
- 阿武教子、前田桂子（柔道選手）：同上。
- 塚原直也（体操選手）：同上。
- 浜口京子（レスリング選手）：同上。
- 近内圭太郎、田島寧子（水泳選手）：同上。
- 平瀬智行（鹿島アントラーズフォワード）：同上。
- 神田うの：郷ひろみの曲紹介。

### 演奏ゲスト
- 佐久間正英：Hysteric Blueのベースサポート。
- coba：茂森あゆみ・速水けんたろうのアコーディオン伴奏。
- 渡辺貞夫：松田聖子のサックス伴奏。
- 塚田佳男：由紀さおり・安田祥子のピアノ伴奏。
- 宮川泰：エンディング「蛍の光」で指揮担当。

## 視聴率
関東地区における視聴率は、第1部の平均が45.8%と2部制になってから最高を記録した一方で、第2部の平均は50.8%と前回より約6ポイント低下。瞬間最高視聴率は郷ひろみが「GOLDFINGER '99」を歌い終えた頃の22:47で、56.6%である。また、今回を最後に関東地区での平均視聴率50%台超は達成されていない。

## 特別番組
第50回という節目だったことから、様々な番組が編成された。
ザ・紅白
総合テレビで随時。出場歌手や名司会者などを紹介。ナビゲーターは久保純子と爆笑問題。
思い出の紅白歌合戦
放送：BS2 1999年12月28日 15:00 - 17:44
第34回（1983年）を再放送した。
生放送　あなたが選ぶ思い出の紅白・感動の紅白 ゾクゾクBS・エンターテインメント
放送：BS2 1999年12月29日 18:00 - 18:55、19:30 - 23:00（NHKニュース7放送のため一旦放送休止）
司会：阿部渉、柘植恵水、水前寺清子、コロッケ
感動の名場面、初出場歌手たちの映像、小林幸子の衣装の歴史、豪華ショーの歴史などの特集が組まれた。
紅白50回・歌は時代を語り続けた(1) - 昭和編 -
放送：総合 1999年12月30日 13:20 - 14:34
司会：西田敏行
美空ひばりや坂本九などの秘蔵映像の数々を紹介した。
紅白50回・歌は時代を語り続けた(2) - 平成編 -
放送：総合 1999年12月30日 14:34 - 15:28
司会：西田敏行
熱唱や豪華衣装などを紹介した。